# Трамвай № 1 (Львов)
Трамвай № 1 — один из главных маршрутов львовского трамвая. Ходит от Главного железнодорожного вокзала в центр Львова.

## История
Конная линия, сообщения на которой от 1 июля 1880 стало регулярным, проходила от главного дворца по ул. Городоцкой, через площадь Голуховских (ныне Торговая площадь), затем по центральной улице города — Карла Людвига (проспект Свободы) с выходом на Мариацкую площадь (пл. Мицкевича), и далее через Галицкую площадь, Бернардинскую площадь, (Соборную площадь), по ул. Чарнецкого (Винниченко) к таможенной управе (Таможенная площадь).
Строительство электрического трамвая начала в сентябре 1893 года фирма «Сименс и Гальске» на маршруте: главный вокзал — ул. Дзялинских (Тобилевича) — Леона Сапеги (С. Бандеры) — ул. Коперника — ул. Словацкого — ул. Дорошенко — ул. Килинского (Беринды) — пл. Рынок — Русская ул. — ул. Чарнецкого (Винниченко) — по всей Лычаковской улице, в школу Зиморович (около Лычаковской рогатки), с ответвлением к Лычаковскому кладбищу.
С 1908 года маршруты получили буквенные обозначения, что позволяло пассажирам определять куда ехать за обозначением ключевых станций. Главный вокзал (дворец) имел обозначение D (пол. Dworzec glówny — Главный вокзал), Гетманские валы (современный проспект Свободы) — H (пол. Hetmańska — Гетманская), Лычаков — L (пол. Łyczaków — Лычаков) и так далее. В декабре 1925 года все маршруты с буквенными обозначениями получили цифровые индексы, в частности LD стал № 1.
После Великой Отечественной войны маршрут № 1 курсировал практически по нынешнему маршруту, но в отличие от современной трассы, трамвай проезжал в центре через проспект Свободы и улицу Ватутина (Князя Романа). В первой половине 1980-х гг трамваи маршрутов № 1 и № 4 при курсировании от Таможенной площади перестали заходить на кольцо площадь Воссоединения — Галицкая площадь — улица Ватутина.